# セルウィリウス氏族

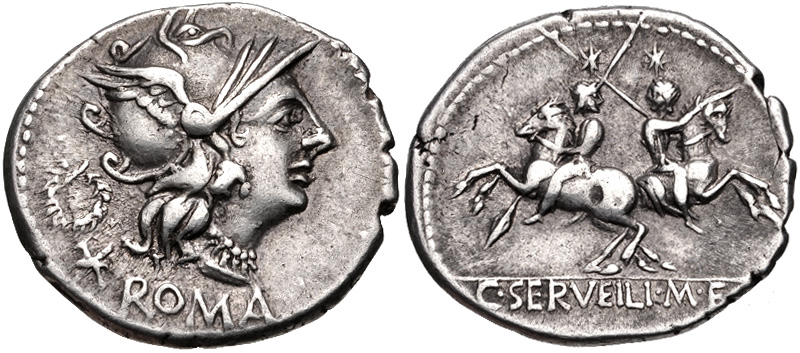
氏族の貨幣鋳造委員、ガイウス・セルウィリウスが紀元前136年頃鋳造したデナリウス銀貨

セルウィリウス氏族 (ラテン語: Gens Servilia) は、古代ローマの氏族のひとつ。紀元前5世紀から執政官を輩出し続けており、共和政後期にはプレブス系からも有力者を出し始め、紀元前203年には二人の執政官を氏族で独占した。
伝説のホラティウス三兄弟の決闘によってアルバ・ロンガからローマへと移り住んだ6つの氏族のうちの1つという。彼らは氏族の宝としてトリエンス貨（アス (青銅貨)の1/3）を祀っており、伝説によれば氏族の運命によってその大きさを変えるとされ、毎年生け贄を捧げていたという。

## パトリキ系

### プリスクス - ストルクトゥス家
- プブリウス
  - プブリウス・セルウィリウス・プリスクス・ストルクトゥス、紀元前495年の執政官[3]
    - スプリウス・セルウィリウス・ストルクトゥス、紀元前476年の執政官[4]
      - プブリウス・セルウィリウス・プリスクス、紀元前463年の執政官[5]
- クィントゥス・セルウィリウス・プリスクス・ストルクトゥス、紀元前494年の独裁官マニウス・ウァレリウス・マクシムスのマギステル・エクィトゥム（副官）[6]
- ガイウス・セルウィリウス・ストルクトゥス・アハラ (紀元前478年の執政官)[7]
- クィントゥス・セルウィリウス・ストルクトゥス・プリスクス、紀元前468年、466年の執政官[8]
- スプリウス・セルウィリウス・プリスクス、紀元前378年のケンソル[9]
- ガイウス
  - ガイウス
    - スプリウス・セルウィリウス・ストルクトゥス (紀元前368年の執政武官)[10]

### フィデナス家
- スプリウス
  - プブリウス
    - クィントゥス・セルウィリウス・プリスクス・フィデナス、紀元前435年、418年の独裁官[11]
      - クィントゥス・セルウィリウス・フィデナス (紀元前402年の執政武官)、更に398年、395年、390年、388年、386の執政武官[12]
        - クィントゥス・セルウィリウス・フィデナス (紀元前382年の執政武官)、更に378年、369年の執政武官[13]

### アクシッラ家
- ガイウス
  - クィントゥス
    - ガイウス・セルウィリウス・アクシッラ、紀元前427年の執政官、紀元前419年-417年の執政武官[14]

### アハラ家
- ガイウス・セルウィリウス・アハラ、紀元前439年の独裁官ルキウス・クィンクティウス・キンキナトゥスのマギステル・エクィトゥム[15]
- クィントゥス
  - プブリウス
    - ガイウス・セルウィリウス・アハラ (紀元前408年の執政武官)、紀元前408年、407年、402年の執政武官[16]
- クィントゥス
  - クィントゥス
    - クィントゥス・セルウィリウス・アハラ、紀元前365年、362年、342年の執政官[17]

### トゥッカ家
- ガイウス・セルウィリウス・トゥッカ、紀元前284年の執政官[18]

### カエピオ家
- グナエウス
  - グナエウス
    - グナエウス・セルウィリウス・カエピオ (紀元前253年の執政官)[19]
- グナエウス (前253年の執政官？)
  - グナエウス
    - グナエウス・セルウィリウス・カエピオ (紀元前203年の執政官)[20]
      - グナエウス・セルウィリウス・カエピオ (紀元前169年の執政官)[21]
        - グナエウス・セルウィリウス・カエピオ (紀元前141年の執政官)[22]
          - クィントゥス・セルウィリウス・カエピオ (紀元前106年の執政官)[23]
            - クィントゥス・セルウィリウス・カエピオ、紀元前91年のプラエトル
              - セルウィリア・カエピオニス、カエサルの愛人、ブルトゥスの母

        - クィントゥス・セルウィリウス・カエピオ (紀元前140年の執政官)[24]
- グナエウス・セルウィリウス・カエピオ、紀元前105年のマケドニアのクァエストル[25]

### ゲミヌス家
- グナエウス
  - クィントゥス
    - プブリウス・セルウィリウス・ゲミヌス、紀元前252年、248年の執政官[26]
      - グナエウス・セルウィリウス・ゲミヌス、紀元前217年執政官[27]
- ガイウス・セルウィリウス・ゲミヌス、紀元前218年の三人官[28]

### その他
- ガイウス・セルウィリウス、紀元前102年のプラエトル。ルキウス・リキニウス・ルクッルスの後任としてシキリア担当[29]

## プレブス系

### カスカ家
- ガイウス・セルウィリウス・カスカ：紀元前212年の護民官[30]

### ゲミヌス家
- プブリウス
  - ガイウス
    - ガイウス・セルウィリウス・ゲミヌス：紀元前203年の執政官[20]
    - マルクス・セルウィリウス・プレクス・ゲミヌス：紀元前202年の執政官[31]
- ガイウス・セルウィリウス・ゲミヌス：紀元前173年の平民アエディリス。初めてのフローラ祭を記念するコインを鋳造[32]。

### グラウキア家
- ガイウス・セルウィリウス・グラウキア：紀元前100年のプラエトル。サトゥルニヌス派の一人として処刑される[33]。

### ウァティア家
- マルクス
  - ガイウス
    - プブリウス・セルウィリウス・ウァティア・イサウリクス (紀元前79年の執政官)
      - プブリウス・セルウィリウス・ウァティア・イサウリクス (紀元前48年の執政官)

### その他
- マルクス・セルウィリウス：紀元前181年のトリブヌス・ミリトゥム。プロコンスル、ルキウス・アエミリウス・パウルス・マケドニクスのリグリア出征に従軍[34]。